# Flæskesteg

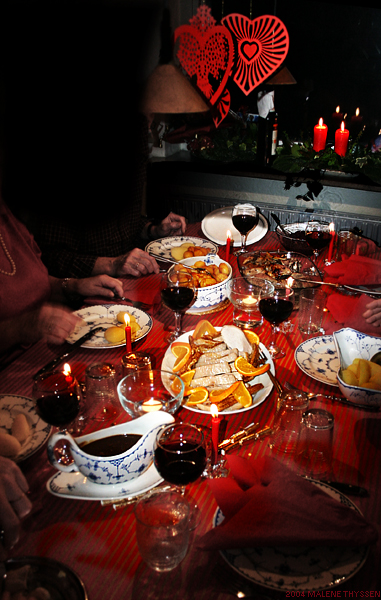
Flæskesteg con repollo rojo y papas caramelizadas en la cena de Navidad.

Flæskesteg, es la versión danesa del cerdo asado, es considerado uno de los principales platillos nacionales de Dinamarca. Siempre se prepara con lomo de cerdo con cuero, es un platillo muy popular en la cena de la víspera de Navidad en Dinamarca, que se sirve el 24 de diciembre.

## Historia
Desde hace siglos el cerdo ha sido la carne predilecta en Dinamarca, pero no fue hasta la segunda revolución industrial hacia 1860, cuando se popularizaron los hornos de leña en los hogares de las casas. Además de las salchichas y el jamón, el cerdo asado se convirtió en un plato popular. Desde siempre se ha cocinado la carne junto con su piel para obtener una cubierta crujiente, siendo ésta una de las características de este plato.

## Receta tradicional
El método tradicional de preparación es asar un trozo de cerdo del pecho o del cuello sin quitarle la piel. De esta forma se obtendrá una cubierta crujiente, con un cuchillo afilado se corta el cuero de la carne en fajas angostas. Se frota la piel con sal, se agrega pimienta, hojas de laurel, opcionalmente se pueden insertar clavos de olor en los cortes. Luego se asa el trozo de carne en un horno a fuego fuerte. El platillo se acompaña con papas hervidas y papas caramelizadas (brunede kartofler). Las mismas se preparan especialmente para la ocasión, para ello se derrite azúcar en una sartén colocada sobre un fuego fuerte, se agrega una cuchara de manteca, y se coloca una pequeña porción de pequeñas papas redondas peladas (disponibles en latas) a que se empapen de la mezcla hasta que tomen un tono marrón o caramelizado. Siempre se incluye repollo colorado (rødkål) hervido en vino tinto o vinagre, y con un poco azúcar y canela. El cual se puede comprar preparado en un frasco. Si el repollo se prepara comenzando del fruto fresco, a menudo se le agregan rebanadas de manzana. Muchos daneses consideran que la receta tradicional es la que se describe en el libro de cocina que Frk. Jensen escribió en 1901.

## Sándwiches
El flæskesteg med rødkål (cerdo asado con repollo colorado) también se puede servir frío sobre un pan de centeno oscuro danés como un sándwich abierto, denominado  smørrebrød en Dinamarca. Las finas rodajas de cerdo se deben servir con su crujiente cuero. Se puede decorar el sándwich con repollo colorado, ciruela pasa, una rodaja de naranja y un pepino en vinagre.